# Štefan Marko Daxner

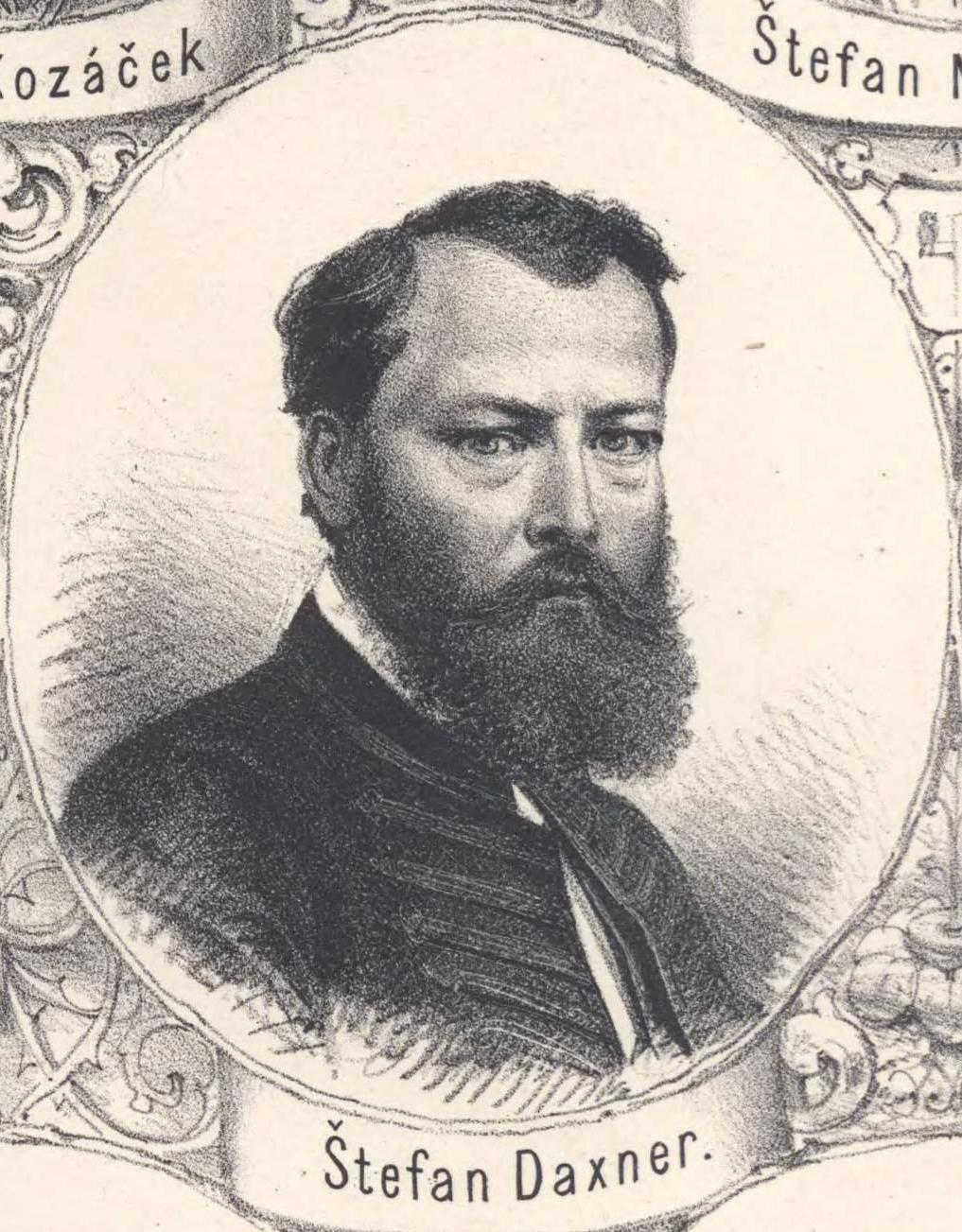
Štefan Marko Daxner

Štefan Marko Daxner (* 26. Dezember 1822 in Tisovec, Komitat Gemer und Kleinhont, Kaisertum Österreich; † 11. April 1892 ebenda) war ein slowakischer Politiker, Schriftsteller und Publizist der sogenannten Štúr-Generation.

## Leben
Štefan Marko Daxner wurde geboren in einer alten niederer Edelmanns-Familie, die im 14. Jahrhundert aus der Schweiz ins Königreich Ungarn auswanderte. Er besuchte eine Volksschule in Tisovec, dann lateinische Gymnasien in Ožďany, Zipser Neudorf und später in Rosenau, ein evangelisches Lyzeum in Pressburg und ein juristisches Lyzeum in Eperies, bevor er 1846 seine Anwaltsprüfung in Pest ablegte.
Während der Revolution von 1848/49 war er ein politischer Aktivist und engagierte sich für das slowakische Selbstbewusstsein; er gehörte zu den führenden Persönlichkeiten in der großen nationalen Versammlung in Liptau-Sankt Nikolaus und trug wesentlich zu dem im Mai 1848 ausgerufenen Nationalprogramm Žiadosti slovenského národa (Anforderungen der slowakischen Nation) bei. Wegen seiner Aktivitäten wurde er im Oktober 1848 inhaftiert und zum Tode verurteilt, entging aber einer Hinrichtung. Im Januar 1849 wurde er aus dem Gefängnis befreit und beteiligte sich danach als Kapitän im antiungarischen Slowakischen Aufstand.
Nach der Niederschlagung der Revolution arbeitete er als Stellvertreter, Berater und Gerichtsschöffe an den Gerichten in Großsteffelsdorf, Nagykálló und Debrecen und war 1861–65 zweiter Untergespann des Komitats Gemer und Kleinhont. Gleichzeitig widmete er sich weiter der slowakischen Nationalbewegung. Er trug wesentlich bei zu einer weiteren Nationalversammlung im Juni 1861 in Turz-St. Martin und danach zum  Programm Memorandum národa slovenského (Memorandum der slowakischen Nation), das im Wiener k.k. Ministerium des Innern vorgestellt wurde. Daneben war er einer der führenden Persönlichkeiten und Unterstützer des seit 1862 bestehenden slowakischen Gymnasiums in Revúca, bevor es 1874 von ungarischen Behörden wieder geschlossen wurde.
Von 1872 bis zu seinem Tod bewirtschaftete er seinen Familienbesitz in Tisovec. Heute sind seine Überreste am Nationalfriedhof Martin begraben.

## Werk
Daxner hat im Pressburger Lyzeum seine erste literarische Werke geschrieben, wo es sich hauptsächlich um Balladen und kleinere Prosawerken handelte. Später hat er slowakische Volksmärchen gesammelt, die im Werk Codex tisovecký herausgegeben worden sind. In den späteren Jahren schrieb er zumeist politische Werke. Eine größere Sammlung seiner publizistischen Werke erschien jedoch erst post mortem im Jahr 1958.
- 1861 – Hlas zo Slovenska (Stimme aus der Slowakei)
- 1958 – V službe národa (Im nationalen Dienste)

## Würdigung
Nach Daxner wurden verschiedene Straßen und Plätze in der Slowakei benannt, wie z. B. Straße Daxnerova in seiner Heimatstadt Tisovec oder Plätze Námestie Š. M. Daxnera und Daxnerovo námestie in Rimavská Sobota beziehungsweise Bratislava. An diesen Stellen stehen Büsten des Politikers. Der Sattel Daxnerovo sedlo südlich des Gipfels von Kriváň trägt ebenfalls seinen Namen.